# LaTeXML
LaTeXML конвертује LaTeX документа у XML, HTML и EPUB.

## Процес рада
LaTeXML примарни изворни формат је XML репрезентација (La)TeX's документ модела. Постпроцесор може претварати ове XML документе у формате попут HTML са математичким формулама као сликама или XHTML, HTML5, и EPUB са формулама као MathML. У поређењу са другим LaTeX-to-XML процесорима, LaTeXML има за циљ да сачува семантичке структуре LaTeX ознака. То га чини добром основом за семантичке услуге као што су Math search.
Конверзија у распону 30 милисекунде у једноставним формулама (у LaTeXML daemon-у) до минута за документ величине књиге.

## Историја
LaTeXML је почео у контексту дигиталне библиотеке математичке функције у NIST, где је LaTeX документима потребно да се припреме за објављивање на вебу. Систем је био под активним развојем за више од једне деценије, и привукао мали, али посвећени број програмера и корисника усмерени на Bruce Miller, LaTeXML.
Садашња верзија је објављена као LaTeXML 0.8.1. То је објављено у фебруару 2015. године, али развој је био активан на јавном складишту од тада.
LaTeXML је коришћен за конвертовање 90% (60% без грешака) од 530.000 докумената из arXiv у XML. Као резултат ових напора, LaTeXML одржава велики распон LaTeX пакета. ACL 2014 је користио LaTeXML за конвертовање пристиглих радова у XML.
Овај постојећи посао је покушавао да конвертује ACL Anthology папире у висококвалитетну семантичку ознаку за даље анализе. Од фебруара 2013. године, LaTeXML је коришћен да донесе веб странице на математичке производе на сајту.

## Имплементација
Језгро LaTeXML је Perl реимплементација TeX рашчлањивања и дигестије алгоритма са прилагодљивим XML емитером. Ковертовање семантичке структуре у LaTeX ознаку, LaTeXML има XML повезивање за LaTeX пакете. LaTeXML дистрибуција тренутно пружа XML повезивања за преко 200 обично коришћењем LaTeX пакета као што су AMSTeX, Бабел или PGF/TikZ (који има само експерименталну подршку). Додатни (непотпуни али корисни) повези су добијени од стране заједнице. 
LaTeXML конверзија се састоји из две фазе:
- прво рашчлањавање LaTeX и конвертује LaTeX близу XML тип документа, и
- друга (пост-процесирање) ствара из тог једног излазног формата XHTML, HTML5, HTML са сликама, EPUB.

LaTeXML 0.8 је додао daemon функционалност која је омогућила више конвертобање и једноставно уклапање веб сервиса.